# Таємні комітети
Таємні комітети — тимчасові вищі дорадчі установи, утворені з ініціативи імперського уряду з метою вироблення різних соціально-економічних проектів, а передовсім вирішення селянського питання за царювання російського імператора Миколи I. Виникли під впливом повстання декабристів і селянських рухів. Протягом 30-ти років, починаючи з 1826, Т.к. було 10. Наслідком їх діяльності стали нереалізовані проекти звільнення селян без землі, кілька указів та законів, спрямованих на пом’якшення кріпосницької системи. До останніх належали закони про зобов’язаних селян (1842), про дозвіл кріпакам купувати нерухомість (1848), укази, за якими кріпаки могли викуповуватися на волю з тих маєтків, що продавалися (1847), та дозвіл поміщикам відпускати на волю дворових людей без наділу з маєтків, що були закладені в банках. У рамках Т.к. визріли дві реформи — реформа управління державними селянами, що отримала назву за прізвищем її ініціатора — "реформа П.Кисельова", і т. зв. інвентарна реформа (див. Кисельова реформа 1837—1841, Інвентарні правила 1847—1848). Ефект від діяльності Т.к. і прийнятих ними документів був незначним. Селянське питання не було вирішене. Т.к. не наважилися поставити питання про ліквідацію кріпосного права. 11-й таємний комітет, скликаний російським імператором Олександром II 1857, що 1858 був перейменований на Головний комітет по поліпшенню селянського побуту, зайнявся розробкою заходів з ліквідації кріпосного права в Російській імперії.